# Mondoweiss
Mondoweiss est une plateforme d'information alternative orientée sur la couverture de la politique étrangère américaine au Moyen-Orient. Mondoweiss se définit comme une source d'information alternative. 
Sa ligne éditoriale est anti-israélienne radicale. Plusieurs sources académiques et journalistiques le qualifient d'antisémite. C'est notamment le cas de Mitchell Bard,  le directeur exécutif de American–Israeli Cooperative Enterprise/Jewish Virtual Library, de l'Algemeiner Journal, de l'Atlantic. Une autre source (le Washington Post), sans utiliser le terme d'antisémitisme, explique que Mondoweiss incite à la haine contre les Juifs. 
De l'autre côté, un auteur du Washington Report on Middle East Affairs (en) loue le site et son rédacteur Philip Weiss pour son « courage ».